# Mistshenkoella marani
Mistshenkoella marani is een rechtvleugelig insect uit de familie Pamphagidae. De wetenschappelijke naam van deze soort is voor het eerst geldig gepubliceerd in 1969 door Cejchan.